# 기무라 히로유키
기무라 히로유키(木村 浩之, 1965년 6월 1일~)는 닌텐도에서 근무하는 일본의 비디오 게임 디렉터 및 프로듀서이다. 기무라는 1988년 연수생으로 입사하여 슈퍼 마리오브라더스 3의 캐릭터를 디자인했다. 그 후 그는 원래 요코이 군페이와 닌텐도 개발 제일부 팀에 배정되었다. 기무라는 여러 NES Zapper 소프트웨어와 메트로이드 시리즈를 포함한 다양한 게임을 닌텐도에서 디자인했다. 슈퍼 메트로이드 작업 직후, 기무라는 미야모토 시게루와 닌텐도 EAD 그룹으로 이동했다.
그는 또한 닌텐도의 닌텐도 기획제작본부 (EPD) 제작그룹 10의 매니저로, 슈퍼 마리오 2D 게임과 피크민 프랜차이즈를 총괄하고 있다.

## 작품
| 연도 | 타이틀                           | 역할                    |
| ---- | -------------------------------- | ----------------------- |
| 1988 | 슈퍼 마리오브라더스 3            | 캐릭터 디자이너         |
| 1989 | 골프                             | 디자이너                |
| 1991 | 메트로이드 II: 사무스의 귀환     | 디렉터, 그래픽 디자이너 |
| 1992 | 슈퍼 마리오 랜드 2: 6개의 금화   | 테스트 플레이어         |
| 1994 | 슈퍼 메트로이드                  | 배경 디자이너           |
| 1995 | 마리오 클래시                    | 디렉터                  |
| 1996 | 웨이브 레이스 64                 | CG 디자이너             |
| 2000 | 마리오 아티스트: 탤런트 스튜디오 | 디렉터, 디자이너        |
| 2001 | 슈퍼 마리오 어드밴스             | 아트 디렉터             |
| 2001 | 마리오 카트 어드밴스             | 슈퍼바이저              |
| 2001 | 슈퍼 마리오 어드밴스 2           | 디렉터                  |
| 2002 | 슈퍼 마리오 어드밴스 3           | 디렉터                  |
| 2003 | 슈퍼 마리오 어드밴스 4           | 디렉터                  |
| 2005 | 캐치! 터치! 요시!                | 디렉터                  |
| 2005 | 말랑말랑 두뇌교실                | 프로듀서                |
| 2006 | 뉴 슈퍼 마리오브라더스           | 프로듀서                |
| 2007 | Wii로 다함께! 말랑말랑 두뇌교실  | 프로듀서                |
| 2008 | 뉴 플레이 컨트롤: 피크민         | 프로듀서                |
| 2009 | 뉴 플레이 컨트롤: 피크민 2       | 프로듀서                |
| 2009 | 뉴 슈퍼 마리오브라더스 Wii       | 프로듀서                |
| 2012 | 뉴 슈퍼 마리오브라더스 2         | 코프로듀서              |
| 2012 | 뉴 슈퍼 마리오브라더스 U         | 코프로듀서              |
| 2013 | 피크민 3                         | 프로듀서                |
| 2015 | 슈퍼 마리오 메이커               | 코프로듀서              |
| 2016 | 탱크 트루퍼스                    | 진행 슈퍼바이저         |
| 2017 | 마리오 카트 8 디럭스             | 진행 관리자             |
| 2017 | ARMS                             | 제작 관리자             |
| 2019 | 뉴 슈퍼 마리오브라더스 U 디럭스  | 코프로듀서              |
| 2019 | 슈퍼 마리오 메이커 2             | 코프로듀서              |
| 2020 | 피크민 3 디럭스                  | 프로젝트 관리자         |
| 2023 | 피크민 4                         | 프로젝트 관리자         |
| 2023 | 슈퍼 마리오브라더스 원더         | 제작 관리자             |